# クララ・クラック
クララ・クラック (Clara Cluck) は、鶏をモチーフにしたディズニーキャラクターである。

## 設定
彼女はミッキーマウスやミニーマウスの最も古い友人の一人であり、クララベル・カウやホーレス・ホースカラーたちと共にディズニー作品の名脇役として出演し続けている。
『ミッキーの芝居見物』でデビュー。オペラが大好きな雌鶏。ドナルドダックが大好きでデイジーダックがデビューするまではドナルドの相手役をしており、デイジーが出るようになってから出演が減ったが現在も登場している。しばしばデイジーと口論になる。体躯はやや太めでドナルドの倍ほどの大きさでよくドナルドを振り回している。ホーレスやクララベルが喋れるようになったが彼女だけ現在も人語は喋らないが周囲の人物には彼女の言葉が理解できる。日本語吹替版では原語版の声を流用している。